# Gustaf Dalén
Nils Gustaf Dalén (30 novembre 1869 à Stenstorp, Suède - 9 décembre 1937 à Lidingö (Stockholm)) est un inventeur suédois et le fondateur de l'entreprise AGA. Il a reçu le prix Nobel de physique de 1912
« pour son invention de régulateurs automatiques utilisés en parallèle avec des accumulateurs gazeux, appareils servant à illuminer les phares et les bouées ». 

## Biographie
Dalén a fait ses études et soutenu son doctorat à la Chalmers tekniska högskola à Göteborg.
Il a reçu le prix Nobel de physique de 1912 pour son travail sur les bouées à gaz à contrôle automatique.
Ce prix a donné lieu à une controverse. Dalén a travaillé dans la chimie de l'acétylène pour obtenir une lumière très forte, développé des méthodes de stockage sûres, et a ensuite inventé une valve contrôlée par le Soleil, de sorte que les bouées ne fonctionnent que la nuit, ce qui prolonge leur durée de vie à une année environ. Pour les pays de la Scandinavie, avec leurs longues côtes, ces bouées à longue vie étaient une contribution majeure à la sécurité.
Dalén est devenu aveugle à la suite d'une explosion accidentelle l'année même où il a reçu son prix Nobel. Malgré sa cécité, il a gardé le contrôle de AGA jusqu'en 1937.